# Jorăști (okręg Vrancea)
Jorăști – wieś w Rumunii, w okręgu Vrancea, w gminie Vânători. W 2011 roku liczyła 943
mieszkańców.